# Génération dorée

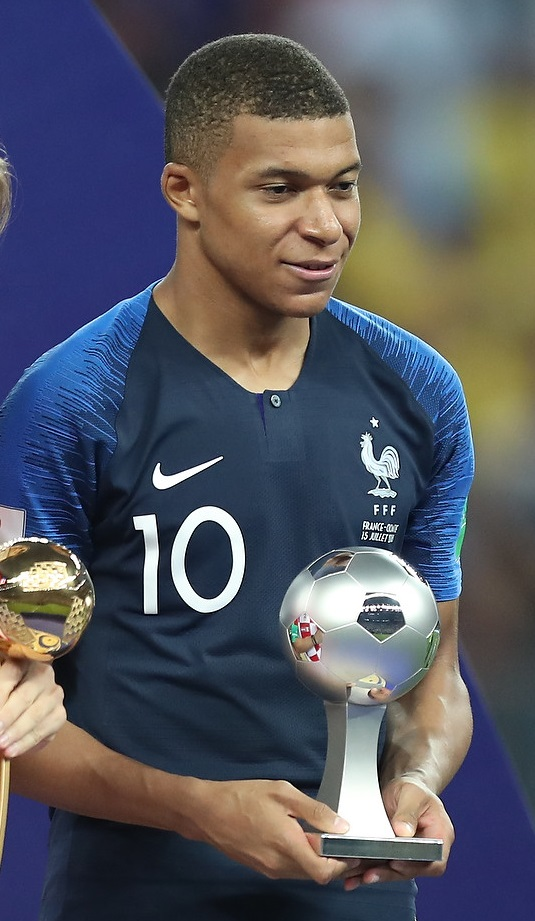
Kylian Mbappe, symbole de la génération dorée de l'équipe de France se voit nommé meilleur espoir de la coupe du monde 2018 qu'il vient de gagner

Une génération dorée est, dans le domaine du sport, un groupe exceptionnellement doué de joueurs du même âge, dont les performances atteignent ou devraient atteindre un niveau de réussite supérieur à celui traditionnellement obtenu par leur équipe.

## Exemple de génération dorée

### Football

#### Allemagne (1970-1976; 1980-1986; 1990-1996; 2006-2016)
Entre 1970 et 1976, l'équipe nationale de football d'Allemagne avec des joueurs comme Franz Beckenbauer, Sepp Maier et Gerd Müller a commencé une période de domination internationale atteignant la troisième place dans le Mondial 1970, la finale du Championnat d'Europe 1976 et a remporté à la fois la Mondial 1974 et le Championnat d'Europe 1972 .
Entre 1980 et 1986, l'équipe nationale de football d'Allemagne dirigée par Karl-Heinz Rummenigge a atteint la finale de la Mondial 1982 et de la Mondial 1986 et a remporté le Championnat d'Europe 1980 .
Entre 1990 et 1996, l'équipe nationale de football d'Allemagne de Lothar Matthäus et jurgen Klinsmann a atteint la finale du 1992 Championnat d'Europe et a remporté à la fois la Mondial 1990 et le Championnat d'Europe 1996 .
Entre 2006 et 2016, l'équipe nationale de football d'Allemagne a atteint la finale du 2008 European Championship et la demi-finale du 2016 European Championship et la troisième place à la fois dans le Mondial 2006 et le Mondial 2010 avant de remporter le Mondial 2014 avec des joueurs comme Bastian Schweinsteiger , Philipp Lahm, Manuel  Neuer et Thomas Muller .